# Sông Con (Tây Hòa)
Sông Con là một phụ lưu bên bờ phải của sông Đà Rằng trong hệ thống sông Ba. Sông Con là ranh giới giữa huyện Sông Hinh và huyện Tây Hòa, tỉnh Phú Yên, Việt Nam .

## Dòng chảy
Sông Con khởi nguồn từ các suối ở xã Sơn Giang huyện Sông Hinh và Sơn Thành Tây huyện Tây Hòa, chảy uốn lượn theo hướng bắc, đổ vào sông Đà Rằng .